# Тара Емад
Тара Емад (на арабски: تارا عماد) е модел и актриса от Египет.

## Биография
Тара Емад е родена на 11 май 1993 година в град Кайро, Египет. Баща ѝ е египтянин а майка ѝ е черногорка. Учи приложни изкуства и науки в Германския университет в Кайро.
На 14-годишна възраст прави първата си фотосесия за ливанското списание „Layalina“. През 2010 година умаства в конкурса Miss Teen Egypt, където взима първа награда. В резултат на това тя участва в конкурса Miss Global Teen.